# Kenwood Estates
Kenwood Estates è un census-designated place (CDP) degli Stati Uniti d'America, situato in Florida, nella contea di Palm Beach.